# Lamborghini Reventón
La Lamborghini Reventón est une supercar du constructeur automobile italien Lamborghini présentée lors du salon de l'automobile de Francfort 2007. Initialement conçue exclusivement en modèle coupé, elle sera déclinée en version roadster en 2009, bénéficiant des évolutions mécaniques de la Murciélago SV.

## Présentation
À sa sortie, cette déclinaison de la murcielago est présentée comme la plus puissante et la plus onéreuse de toutes les Lamborghini jamais produites. Il s'agit de l'une des voitures les plus chères au monde, avec la Koenigsegg CCXR, la Bugatti Veyron, l'Aston Martin One-77, et la Ferrari FXX. Le communiqué de presse officiel rapporte qu'elle ne sera produite qu'à vingt exemplaires, une 21e étant destinée à rester au musée Lamborghini, implanté au cœur de l'usine de Sant'Agata Bolognese.
Les vingt exemplaires prévus ont tous trouvé preneur avant même la mise en production.

## Origine du nom
Le nom Reventón fait référence à un taureau de combat élevé par Don Heriberto Rodríguez, connu pour avoir mortellement blessé le torero mexicain Félix Guzmán en 1943. Lamborghini a pour tradition de nommer ses modèles en rapport avec le monde de la tauromachie.  
En espagnol, Reventón signifie également éclatant ou explosif, une métaphore qui reflète la puissance et l'agressivité du véhicule.

## Design
Totalement inédit et inspiré de l'avion de chasse furtif F-22 Raptor, l'aspect extérieur du véhicule dissimule pourtant la base mécanique de la Murciélago LP640 de série.

## Moteur et transmission
Les seules évolutions concernent d'une part le moteur, qui gagne très légèrement en puissance (650 chevaux au lieu de 640), et d'autre part l'adoption de disques de freins en carbone/céramique. Qu'il s'agisse de la boîte de vitesses robotisée E-gear, de la transmission intégrale, des suspensions, du châssis tubulaire en acier ou des trains roulants, tous les éléments mécaniques sont directement issus de la Murciélago.

## Performances
Dès lors, et malgré les dix chevaux d'écart, les performances annoncées sont identiques entre les deux modèles. Comme pour son aînée, le V12 de 6,5 L propulse la Reventón de 0 à 100 km/h en 3,4 secondes et lui permet d'atteindre 340 km/h en vitesse de pointe.
Le système de freinage en carbone/céramique et des étriers à six pistons assurent quant à eux une endurance nettement supérieure aux systèmes classiques en acier.

## Fiche technique
- Moteur : V12 à 60°, 2ACT, 48 soupapes, 6 496 cm3
- Puissance : 650 chevaux à 8 000 tr/min (100 ch/L)
- Transmission : 6 vitesses aux quatre roues
- Châssis : structure tubulaire acier et carrosserie carbone
- Freins : disques carbone/céramique, étriers 6 pistons
- Réservoir : 100 L
- Poids à vide : 1 665 kg (2,6 kg/ch)
- Consommation : 21,3 L/100 km (mixte CEE)

## Reventón Roadster

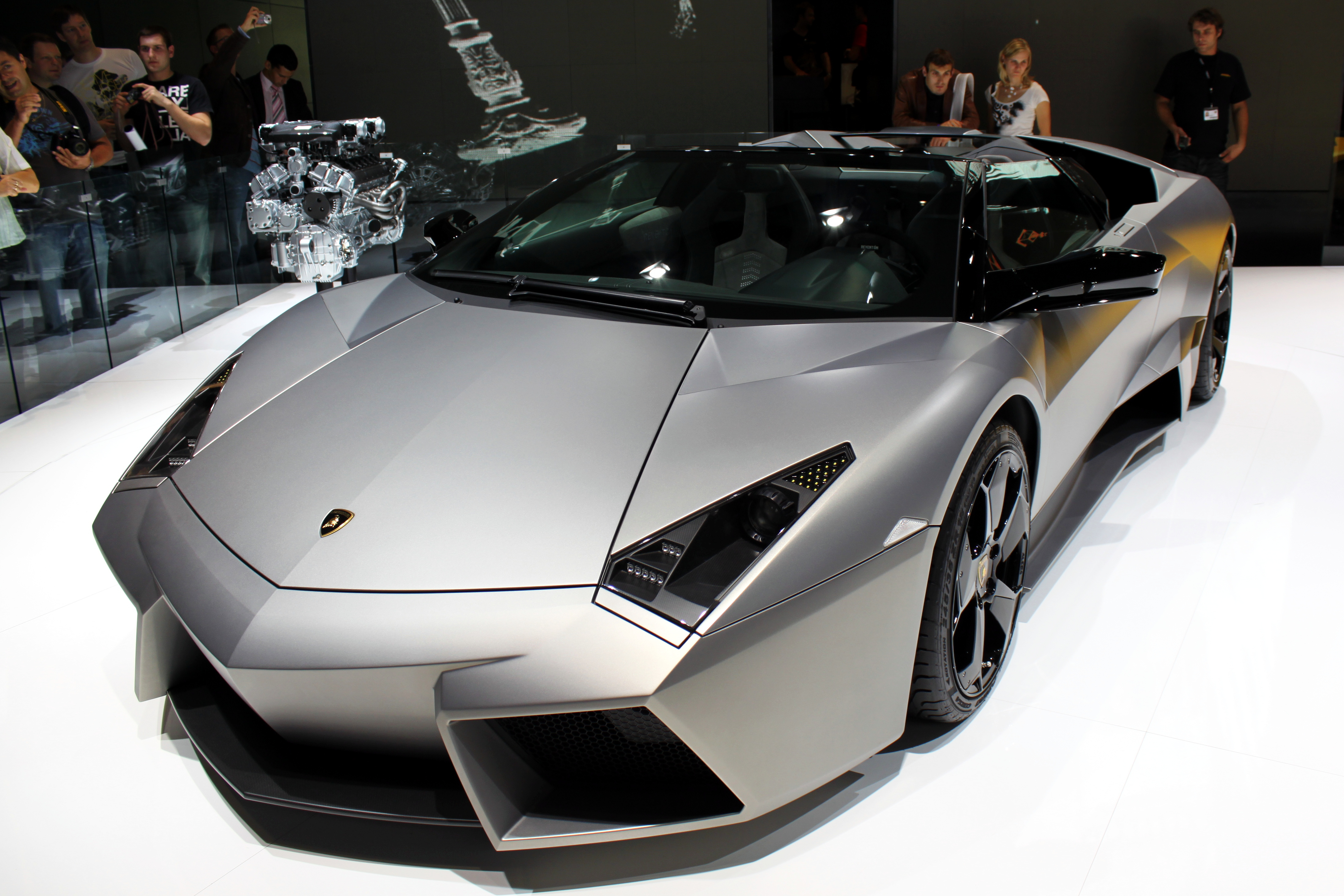
La Reventón Roadster.

La Reventón Roadster est la version découvrable du coupé Lamborghini Reventón. Outre l'absence de toit, elle se distingue de la version « coupé » par sa mécanique. Toujours basée sur le bloc V12 de 6,5 L de cylindrée, celle-ci est en effet issue de la version SV de la Murciélago et développe donc 670 ch, vingt de plus que celle équipant la Reventón Coupé.
Le châssis de la Reventón étant composé d'une solide structure mixte comportant du carbone et des tubes d'acier haute résistance, seuls 25 kg de renforts ont été nécessaires afin de retrouver un niveau de rigidité similaire à celui du coupé.
Seuls quinze exemplaires de ce modèle seront construits, un seizième étant destiné au musée Lamborghini à Sant'Agata Bolognese.